# 소널 샤
소널 샤(Sonal Shah, 1980년 1월 1일 ~ )는 미국의 배우, 텔레비전 배우, 영화배우이다.
휘턴에서 태어났다.

## 영화
- ...오어 다이 (2012년)
- 루징 컨트롤 (2011년)